# Antonio Caballero de Añasco
Antonio Caballero de Añasco y González de Guzmán o Cavallero de Añasco y González de Guzmán (Asunción c. 1720 - Jurisdicción de Asunción c. 1792) fue un Regidor, Capitán, Diputado y Tesorero del Cabildo de Asunción.

## Biografía
Nació en las primeras décadas del siglo XVIII y su adolescencia transcurrió en los turbulentos años de las revueltas comuneras. Él mismo cuenta quién es cuando dice: “yo Don Antonio Cavallero de Añasco, natural y vecino de esta ciudad de la Asunción del Paraguay, hijo legítimo del Sargento Mayor don Juan Cavallero de Añasco y de Doña Rosa González de Guzmán, difuntos, vecinos que así mismo fueron de esta ciudad”.  
Su Padre, quien también fue regidor, el Sargento mayor, Don Juan Cavallero de Añasco, descendía de los tenientes generales de gobernador, Antonio de Añazco y Juan Caballero de Bazán y su Madre, Doña Rosa González de Guzmán, era descendiente directa de Ruy Diaz de Guzmán y de Alonso Riquelme de Guzmán y de María González de Santa Cruz, hija del Escribano Bartolomé González de Villaverde y hermana de Roque González de Santa Cruz, de Francisco González de Santa Cruz, entre otros y de su esposo el Capitán Francisco García de Acuña, con destacada participación en los cabildos de asunción y de la ciudad de Corrientes.   
Entre sus hermanos, se encuentran María, quien se casó con el comisario mayor de caballería Juan José Gamarra y Mendoza y fueron padres del General Juan Manuel Gamarra y María Gregoria, casada con el capitán Alonso Ortiz de Vergara. Ambos cuñados participaron, también, en la fundación de la villa real de la concepción.
Si bien sus responsabilidades capitulares, las llevaba a cabo en asunción, el Regidor y su familia vivían en Limpio, solar asignado a sus antepasados, desde la época de Domingo Martínez de Irala, y todos sus hijos nacieron allí. 
Demostró activa participación en la res-publĭca, como alcalde de primer voto, tuvo a cargo la responsabilidad de recibir oficialmente al Gobernador Agustín Fernando de Pinedo y lograr el apoyo del órgano colegiado, al proyecto de fundar una "villa de españoles".
El 26 de abril de 1773, fue designado como diputado del cabildo, para así, convertirse en uno de los responsables de preparar la expedición encargada de llevar a cabo la fundación de la villa real de la Concepción y a él le cupo la elección del terreno. 
Fue, además, un gran conocedor de las Leyes de Indias y del Derecho indiano y bajo esa premisa, fue fundada la villa real de la concepción, primeramente, como una villa militar, para proteger la región de las posibles incursiones portuguesas. Su ubicación estratégica a orillas del Río Paraguay, tenía como objetivo fortalecer la defensa de ese territorio. También creó una especie de diario de fundación de la nueva ciudad, estableciendo algunos detalles. 
Fue Regidor del cabildo colonial, y considerado como Regidor Perpetuo o Regidor Decano, al cual describían como el “ilustre señor veinte y cuatro”.
La historiadora alemana H. von Kügger afirma que con él la familia Cavallero de Añasco llegó a ejercer en forma ininterrumpida por más de cien años el regimiento perpetuo de la Asunción. Fue la voluntad paraguaya puesta al servicio de los intereses de su provincia. 
En 1788 formó un libro de Intervención de Cuentas del Ramo de la Guerra de la Ciudad de la Asunción. 
Testó el 31 de mayo de 1792, falleciendo poco tiempo después.

## Matrimonios y descendencia
Tuvo dos matrimonios: 
En primeras nupcias, con Doña Bartola Josefa de Acosta Freyre, con la que tuvo dos hijos:
- Juan Ignacio Caballero de Añasco y Acosta Freyre
- María Ana Caballero de Añasco y Acosta Freyre

Luego de quedar viudo, contrajo segundas nupcias con Doña María Petrona Fernández de la Mora y Torres Chaves Cabañas o Cavañas y Ampuero, tía de Fernando de la Mora y tía abuela del Teniente coronel Manuel Atanasio Cabañas, con la que tuvo nueve hijos: 
- Regidor Francisco Pablo Caballero de Añasco y Fernández de la Mora
- Comandante de Villa del Rosario Juan Vicente Caballero de Añasco y Fernández de la Mora
- Manuel Antonio Caballero de Añasco y Fernández de la Mora
- Félix Caballero de Añasco y Fernández de la Mora
- Juan Caballero de Añasco y Fernández de la Mora
- Antonio Caballero de Añasco y Fernández de la Mora
- María Petrona Caballero de Añasco y Fernández de la Mora
- Josefa Antonia Caballero de Añasco y Fernández de la Mora
- Petrona Caballero de Añasco y Fernández de la Mora

Los primeros cinco hijos, de su segundo matrimonio, fueron elegidos diputados del primer congreso nacional y considerados próceres por haber sido firmantes de los autos de la independencia en junio de 1811.  
Sin embargo, dos de sus hijos no participaron de ese importante acontecimiento, Juan Ignacio, que había fallecido y Antonio, que era menor de edad.